# Chusquea bradei
Chusquea bradei är en gräsart som beskrevs av Lynn G. Clark. Chusquea bradei ingår i släktet Chusquea och familjen gräs. Inga underarter finns listade i Catalogue of Life.